# 서울옥수초등학교
서울옥수초등학교(서울玉水初等学校)는 대한민국 서울특별시 성동구 금호동4가에 있는 공립 초등학교이다. 이름과는 달리 금호동4가에 있다.

## 학교 연혁
- 1967년 2월 1일 초대 김경하 교장 취임
- 1967년 3월 27일 개교식(28학급) 편성
- 1970년 2월 9일 제1회 졸업식(626명)
- 1970년 4월 1일 57학급 편성
- 1971년 2월 9일 제2회 졸업식(714명)
- 1989년 3월 23일 컴퓨터실 설치
- 1994년 12월 17일 급식실 준공
- 1996년 1월 15일 병설유치원 인가
- 2000년 11월 17일 학내전산망 구축
- 2002년 2월 28일 본관 급식용 덤웨이터 설치 및 방송실, 구령대 보수
- 2003년 1월 30일 제7차 교육과정 시설 증축(정보화센터 준공)
- 2009년 5월 1일 학교 교표 변경 및 캐릭터 제정
- 2009년 8월 26일 영어전용교실 설치
- 2009년 9월 28일 정보화동 리모델링(다목적실, 도서실 등)
- 2010년 2월 11일 제41회 졸업식(117명)(총 18202명)
- 2011년 2월 17일 제42회 졸업식(105명)(총 18307명)
- 2011년 3월 1일 학교 재건축 시작(운동장 임시교실로 이전)
- 2012년 2월 15일 제43회 졸업식(81명)(총 18388명)
- 2012년 7월 20일 초등학교 개축 이전
- 2013년 1월 6일 병설유치원 개축 이전
- 2013년 2월 15일 제44회 졸업식(90명)(총 18478명)
- 2013년 3월 1일 22학급 편성
- 2013년 3월 1일 제16대 문희철 교장 취임
- 2013년 6월 12일 학교, 유치원 개축식
- 2014년 2월 14일 제45회 졸업식(78명)(총 18556명)
- 2014년 3월 1일 22학급 편성
- 2015년 2월 13일 제46회 졸업식(77명)(총 18633명)
- 2015년 3월 1일 제17대 고영규 교장 취임
- 2015년 3월 1일 21(2)학급 편성
- 2015년 5월 8일 스쿨버스 운영 시작
- 2015년 5월 11일 리바공연장(유치원동 공연무대) 조성
- 2015년 6월 2일 다목적실 방송장비 교체
- 2015년 6월 30일 학습준비물실 설치, 유치원 옥상 공간펜스 설치
- 2015년 9월 1일 서울형 혁신학교 지정 운영
- 2016년 2월 19일 제47회 졸업식(55명)
- 2016년 3월 1일 23(2)학급 편성
- 2017년 2월 17일 제48회 졸업식(48명)
- 2017년 3월 1일 24(2)학급 편성
- 2017년 3월 27일 개교 50주년 기념 행사[2]

## 학교 동문
{{참고|분류:서울옥수국민학교 동문

## 참고 자료
- 서울옥수초등학교 - 한국교육학술정보원 학교알리미